# Cocculus pendulus
Cocculus pendulus là một loài thực vật có hoa trong họ Biển bức cát. Loài này được (J.R.Forst. & G.Forst.) Diels mô tả khoa học đầu tiên năm 1910.